# Casa Joaquim Miracle Baldrich
Casa Joaquim Miracle Baldrich és una obra de Tarragona protegida com a Bé Cultural d'Interès Local.

## Descripció
Edifici de planta baixa i dues d'alçada, d'interès principalment per ser la única obra d'estil mudèjar de Tarragona. Són també remarcables les baranes de ferro. Els baixos han estat molt reformats fins a perdre tot el seu interès. Al subsòl hi ha unes voltes romanes.